# Жлабац
Жлабац (фр. Kaeloo) француски је анимирани серијал од 202 епизоде, свака од којих је 7 минута дуга. Серија је ЦГИ цртани филм Реми Чапотота и Жан-Франсоа Хенри и продукције Cube Creative повезаних са плавом Духом. Серија је емитована од 6. јуна 2010 на Canal+ Famili и Canal+. Српску синхронизацију урадио је студио Лаудворкс, емитовала се од 2012. на каналу Ултра, док се од 2020. године емитује на Декси ТВ, а од 2021. Пикабу. Синхронизацију друге сезоне је радио студио Блу хаус, од гласова је враћен Милан Тубић.

## Ликови
- Жлабац (Kaeloo): титуларни главни лик. Он је слатка и маштовита, али веома емотивно нестабилна мала жаба, која увек тражи прилику да се игра са својим другарима. На провокацију, њега преузима интензиван бес који га претвара у трапавог „злог жлапца” (Bad Kaeloo). Овај лик је нејасног пола, иако се подразумева на званичној Фејсбук страници да је женско у француском верзији, док у српској синхронизацији он означава себе као мушко.
- Виви (Moignon): необразована и незрела, здепаста веверица која воли све што је опасно. Он има мало или нимало смисла за реалност. Фасциниран за авантуру, експлозије, супер силе, интергалактичке ратове и слично. Виви тежи да буде као његов идол, стрип јунак господин Кулскин. Мрзи књиге без слика, због чега бива исмејаван, као и да други људи додирују његове ствари и веш. Кад год не разуме нешто (што се често дешава), као и кад год је уплашен или другачије узнемирен, он прича бесмислице.
- Ква-Ква (Coin-Coin): Док је још увек био у јајету, његови родитеље је убио ловац. Одведен је у лабораторију као паче и више пута је експериментисано на њему. Постао је неуништив, супер интелигентан и зависан од јогурта. Он нема способност говора и служи као Чакова омиљена врећа за ударање.
- Чак (Mr Chat): Поносан и мачо лик. Он увек жели да победи, без обзира на средства, што значи да је спреман и да прибегне превари. Његов его, надмено опхођење и свеукупно погрешан став привлаче негативну пажњу других особа. Он посебно ужива у мучењу Ква-Ква, што иритира Жлапца и уобичајени узрок његове трансформације у злог жлапца.

Сезона 2, која се емитује у Француској, али није копирана на српски, увела је неколико пратећих ликова:
- Приличнa (Pretty): нарцисоидна, себична и досадна зец која је опседнута модом и свим стварима стереотипно "девојчица". Он је Приличнa заљубљен у Чак, али тај осећај није узвраћен. Мрзи прву четворку, посебно Виви. Третира сестру као роб и телохранитељ.
- Ружна (Eugly):  Сестра близанка Прилична и супротност и физички и психички. Ружна  је веома осетљив и почне да плаче уз најмању увреду. На крају постаје девојка Ква-Ква. Попут њега, она не говори.
- Олаф (Olaf): царски пингвин чији је циљ у животу да влада светом и да га прекрива ледом. Ожењен је "леденом коцком" по имену Олга и власник је робота Сергуеи. Живео је с многим другим царевим пингвинима, који су га остракивали желећи се оженити леденом коцком.

## Гласови
| Лик                 | Српски глас (С1) | Српски глас (С2−4) |
| ------------------- | ---------------- | ------------------ |
| Жлабац / Каелу      | Марко Мрђеновић  | Бранислав Јевтић   |
| Чак / Госн Мачак    | Марко Мрђеновић  | Милан Чучиловић    |
| Виви / Скочко       | Милан Тубић      | Милан Тубић        |
| Ква-Ква / Квак-Квак | Милан Тубић      | Милан Тубић        |
| Олаф                | /                | Бојан Хлишћ        |
| Лепа                | /                | Дуња Стојановић    |

## Листа епизода

### 1. сезона
- 01. Играјмо се Затвор-бола
- 02. Играјмо се Лекара и медицинских сестара
- 03. Играјмо се Црвено светло, Зелено светло
- 04. Играјмо се Читања Књига
- 05. Играјмо се Мађионичара
- 06. Играјмо се Школице
- 07. Играјмо се Шугице
- 08. Играјмо се Учитеља
- 09. Играјмо се Жандара и Лопова.
- 10. Играјмо се Сајмон каже.
- 11. Играјмо се Хепија Ротера
- 12. Играјмо се ТВ-ведника
- 13. Играјмо се Сакривања и Потраге
- 14. Играјмо се Еколога
- 15. Играјмо се Принчева и Принцеза
- 16. Играјмо се Преживљавања на острву опасности!
- 17. Играјмо се Мир брате!
- 18. Играјмо се Пијачних Продаваца
- 19. Играјмо се Куће
- 20. Играјмо се Плашења
- 21. Играјмо се Чувања беба
- 22. Играјмо се Супер Шпијуна
- 23. Играјмо се Ваздужних Џепова
- 24. Играјмо се Потраге за светим Грулом
- 25. Играјмо Голф
- 26. Играјмо се Ухвати Поштара
- 27. Играјмо се Потраге за Благом
- 28. Играјмо се Каубоја и Индијанаца
- 29. Играјмо се Путовања кроз Време
- 30. Играјмо се Одраслих
- 31. Играјмо се Мој-нопола
- 32. Играјмо се Часа Уметности
- 33. Играјмо се Циркуса
- 34. Играјмо се Довиђења, Чак!
- 35. Играјмо се Суднице
- 36. Играјмо се Музичке столице
- 37. Играјмо се Паранормалних ствари
- 38. Играјмо се Возачке Дозволе
- 39. Играјмо се Супер-моћи
- 40. Играјмо се Астронаута
- 41. Играјмо се Господара Правде
- 42. Играјмо се Детектива
- 43. Играјмо се Кошарке
- 44. Играјмо се Ствари из Свемира
- 45. Играјмо се Топло-хладно
- 46. Играјмо се Једном давно
- 47. Играјмо Тенис
- 48. Играјмо се Фигурицама
- 49. Играјмо Гангстерски Покер
- 50. Играјмо се Погоди ко
- 51. Играјмо се Чајанке
- 52. Играјмо се Збогом Јогурте